# Allotheria
De Allotheria is een uitgestorven onderklasse van de zoogdieren die de Multituberculata, Gondwanatheria en mogelijk Euharamiyida omvat. Dieren uit deze onderklasse leefden van het Laat-Trias tot het Mioceen, van ongeveer 215 tot 17,5 miljoen jaar geleden.
De Haramiyida was in het Trias de eerste groep die zich ontwikkelde. In het Jura verscheven de eerste multituberculaten en de groep overleefde tot het Vroeg-Oligoceen. De Gondwanatheria leefden van het Laat-Krijt op de zuidelijke continenten, onderdeel van het supercontinent Gondwana. Deze groep stierf in het Mioceen uit met Patagonia als laatste overlever van de Gondwanatheria en de Allotheria als geheel.
Fossiele vondsten in de eenentwintigste eeuw in de Chinese Tiaojishan-formatie en op Madagaskar (Vintana) hebben veel nieuwe informatie opgeleverd over de ontwikkeling en verwantschap van de Allotheria.